# Thuận Hà, Khai Phong
Khu dân tộc Hồi Thuận Hà (顺河回族区) Hán Việt: Thuận Hà Hồi tộc Khu) là một quận thuộc địa cấp thị Khai Phong (开封市), tỉnh Hà Nam, Cộng hòa Nhân dân Trung Hoa. Quận này có diện tích 87 km2, dân số 240.000 người. Quận này có các đơn vị hành chính gồm 5 nhai đạo, 2 hương. 